# La seduzione del potere
La seduzione del potere (The seduction of Joe Tynan) è un film del 1979 diretto dal regista Jerry Schatzberg.

## Trama
Un promettente senatore, in corsa per la presidenza, si innamora di una giovane avvocatessa intrecciando una relazione con lei. Quando però la moglie lo scopre, minacciando di abbandonarlo, capisce che sta per mettere a rischio tutta la propria carriera, decidendo così di lasciare l'amante.